# ماكراي
ماكراي (بالإنجليزية: McRae, Georgia)‏ هي مدينة تقع في مقاطعة تيلفير بولاية جورجيا في الولايات المتحدة. تبلغ مساحة هذه المدينة 8.8 (كم²)، وترتفع عن سطح البحر 75 م، بلغ عدد سكانها 5740 نسمة في عام 2010 حسب إحصاء مكتب تعداد الولايات المتحدة.

## أعلام
- هيرمان تالمادج
- كيم باتن
- أ. إل. ماكراي

## وصلات خارجية
- http://www.mcraega.org/index2.html
- Cities & Counties - Georgia.gov